# St. Blasien
St. Blasien (Sankt Blasien) là một thị xã thuộc huyện Waldshut trong bang Baden-Württemberg, nước Đức. Thị xã này nằm ở phía nam rừng Đen, 17 km về phía đông bắc Waldshut-Tiengen. St. Blaise's Abbey in the Black Forest nằm ở St. Blasien. Thị ã này kết nghĩa với Saint-Blaise ở Thụy Sĩ.